# 博士（スポーツ医学）
博士（スポーツ医学）（はくし スポーツいがく）は、日本の博士の学位であり、スポーツ医学に関する専攻分野を修めることによって、1991年以降に日本の大学で授与されるものである。
1991年以前の日本では授与されておらず（「スポーツ医学博士」という学位の種類は日本では規定されていない）、スポーツ医学を修めた者には医学博士等が授与されていた。
英語圏においては、各国による学位制度に違いがあるものの、Doctor of Philosophy in Sports Medicine (Ph.D. in Sports Medicine) が、博士（スポーツ医学）に相当する。

## 授与大学
2008年現在で、筑波大学のみが「博士（スポーツ医学）」を授与している。